# Transparenzregister
Das in den §§ 18 ff des Geldwäschegesetzes (GwG) verankerte Transparenzregister ist ein auf einer europäischen Richtlinie basierendes und in national-gesetzlicher Form eingeführtes Register, in das seit dem 1. Oktober 2017 die wirtschaftlich Berechtigten von juristischen Personen des Privatrechts und eingetragenen Personengesellschaften einzutragen sind. Es soll dazu dienen, Geldwäsche und Terrorismusfinanzierung zu verhindern. Die in § 19 Abs. 1 GwG aufgeführten Angaben der wirtschaftlich Berechtigten sind von den Vereinigungen einzuholen, aufzubewahren, auf aktuellem Stand zu halten und bei Änderungen der registerführenden Stelle unverzüglich zur Eintragung mitzuteilen. Im Rahmen des § 21 GwG werden auch Trusts, Treuhandverhältnisse und nichtrechtsfähige Stiftungen von der Meldepflicht erfasst.

## Erfüllung der Meldepflicht
Das Transparenzregister ist mit einer Novelle von 2021 des GwG ein Vollregister und verlinkt nun nicht mehr auf die bestehenden Eintragungen in Meldestellen der Amtsgerichte wie Handelsregister oder Unternehmensregister. Damit gibt es eine zentrale Erfassung und Zugangspunkt für nationale als auch europäische Partnerbehörden. Die Meldepflicht gilt für die Daten bzw. auch Datenänderungen der wirtschaftlich Berechtigten spezifiziert in § 19 GwG. Es galten nach Körperschaft verschiedene Übergangsfristen, spätestens ab 31. Dezember 2022 sind die Meldungen verpflichtend. Das GwG schützt ebenfalls die Daten-Eintragung und -Abruf und verlangt den aktuellen „Stand der Technik“. Die eigenen Daten können auf Antrag für einen Abruf gesperrt werden, bspw. aufgrund von Minderjährigkeit oder Geschäftsunfähigkeit.

## Rechtliche Grundlagen und Zweck des Registers
Mit dem Gesetz zur Umsetzung der Vierten EU-Geldwäscherichtlinie, zur Ausführung der EU-Geldtransferverordnung und zur Neuorganisation der Zentralstelle für Finanztransaktionsuntersuchungen wurde das Geldwäschegesetz neu gefasst und mit diesem das Transparenzregister in Deutschland eingeführt. Damit wird die EU-Richtlinie 2015/849 vom 20. Mai 2015 von Deutschland umgesetzt. Durch die EU-Richtlinie 2018/843 vom 30. Mai 2018 wird der Anwendungsbereich des Transparenzregisters erweitert und das Register wird öffentlich zugänglich.
Der Zweck des Registers besteht darin, jenseits (verschachtelter) juristischer Strukturen die natürlichen Personen kenntlich zu machen, die am Ende dieser Strukturen stehen. Dies soll dazu beitragen, den Missbrauch von Vereinigungen und Rechtsgestaltungen zum Zweck der Geldwäsche und Terrorismusfinanzierung zu verhindern.
Weitere Details zur Führung und Nutzung des Transparenzregisters ergeben sich aus ergänzenden Rechtsverordnungen. Eine Übersicht findet sich auf der Internetseite des Bundesverwaltungsamts unter dem Stichwort „Transparenzregister“.
Die Einführung des Transparenzregisters ist mit zahlreichen rechtlichen Unsicherheiten und Zweifelsfragen behaftet und hat zu einer lebhaften Debatte in der rechtswissenschaftlichen Literatur geführt. Das Bundesverwaltungsamt als Rechts- und Fachaufsichtsbehörde (§ 25 Abs. 6 GwG) der das Transparenzregister führenden Stelle (der Bundesanzeiger Verlag GmbH) hat zur Klärung dieser Zweifelsfragen einen Katalog von häufig gestellten Fragen und Antworten zum Transparenzregister und den damit verbundenen Pflichten veröffentlicht. Als zuständige Verwaltungsbehörde nach § 36 Abs. 1 Nr. 1 OWiG hat das Bundesverwaltungsamt auf seiner Internetseite einen anzuwendenden Bußgeldkatalog für Ordnungswidrigkeiten nach § 56 Abs. 1 Nr. 52 – 56 GwG veröffentlicht.

## Funktionsweise des Registers

### Eintragungen
Das Transparenzregister enthält Angaben über die meldepflichtige Vereinigung und deren „wirtschaftlich Berechtigte“. Wirtschaftlich Berechtigte (§ 3 GwG) sind natürliche Personen, die – unmittelbar oder mittelbar – mehr als 25 % der Kapitalanteile halten oder mehr als 25 % der Stimmrechte kontrollieren. Bei einer mittelbaren Kontrolle über eine zwischengeschaltete Gesellschaft muss die natürliche Person mehr als 50 % der Stimm- oder Kapitalanteile an der Muttergesellschaft halten, damit sie diese beherrscht und damit Kontrolle über die Tochtergesellschaft hat. Soweit bei einer Vereinigung kein wirtschaftlich Berechtigter ermittelt werden kann, gilt der gesetzliche Vertreter, geschäftsführende Gesellschafter oder Partner des Vertragspartners als wirtschaftlich Berechtigter.
Das Transparenzregister erfasst folgende Daten über die Berechtigten (§ 19 GwG):
1. Vor- und Nachname,
2. Geburtsdatum,
3. Wohnort und
4. Art und Umfang des wirtschaftlichen Interesses (Näheres dazu in § 19 Abs. 3 GwG) und
5. Staatsangehörigkeit.

### Verpflichtete
Transparenzpflichten richten sich an zwei Kreise:
- Mitteilungspflichtige sind Vereinigungen, Verwalter von Trusts und Treuhänder von Stiftungen oder entsprechenden Rechtsgestaltungen, deren wirtschaftlich Berechtigte sie an das Transparenzregister zu melden und deren Daten sie dazu zu erfassen und zu verwalten haben[10].
- Angabepflichtige sind regelmäßig die Anteilseigner der Vereinigungen. Sie sind dazu verpflichtet die Mitteilungspflichtigen zu informieren, sodass letztere ihren Mitteilungspflichten nachkommen können[11].

Laut Recherche des Stern und von Correctiv fehlten (Stand Februar 2018) im Register noch viele Daten über Eigentümer von Unternehmen, die eigentlich gemeldet werden müssten.
Die nach dem Geldwäschegesetz, das heißt zu Sorgfaltsmaßnahmen bei ihren Geschäften Verpflichteten sind zu Unstimmigkeitsmeldungen an die registerführende Stelle verpflichtet, sobald sie bei ihren Datenerhebungen und Prüfungen Abweichungen von den beim Transparenzregister erfassten Daten feststellen.

### Einsichtsberechtigte
Das Transparenzregister ist für die in § 23 Abs. 1 Satz 1 Nr. 1 GwG gelisteten Behörden (einschließlich Gerichte), für die Verpflichteten zu den dort in Nr. 2  genannten Zwecken und seit 1. Januar 2020 auch ohne die bis dahin nötige Darlegung des berechtigten Interesses für „alle Mitglieder der Öffentlichkeit“ einsehbar. Für letztgenannte Gruppe ist die Auskunft allerdings beschränkt auf:
- Namen sowie
- Geburtsmonat und -jahr der erfassten wirtschaftlich berechtigten Person, ihr
- Wohnsitzland, ihre
- Staatsangehörigkeiten und
- Art und Umfang ihres wirtschaftlichen Interesses.

Voraussetzung des gebührenpflichtigen Einsichtnahmeverfahrens ist die Online-Registrierung. Die Einsichtnahme kann nach § 23 Abs. 4 Satz 1 2. Halbsatz GwG protokolliert werden. Es ist geregelt, wer welche Inhalte der Protokolle sehen darf.
Auf Antrag kann der wirtschaftlich Berechtigte die Einsichtnahme in das Register beschränken (§ 23 Abs. 2 GwG), wenn im Einzelfall schutzwürdige Interessen bestehen. Jedoch wird nur ein Bruchteil der Anträge positiv beschieden.
Durch Urteil vom 22. November 2022 hat der Europäische Gerichtshof die Einsichtnahme für „Mitglieder der Öffentlichkeit“ neu geregelt, seither ist für diese Personengruppe das Vorliegen eines berechtigten Interesses notwendig, das im Antrag zu begründen ist.

### Registerführende Stelle
Der Bundesanzeiger Verlag ist registerführende Stelle und mit dieser Aufgabe und den Befugnissen vom Bundesministerium der Finanzen gemäß § 25 Abs. 1 GwG, § 1 Transparenzregisterbeleihungsverordnung beliehen worden. Das Transparenzregister wird dort als hoheitliche Aufgabe des Bundes elektronisch geführt. Die registerführende Stelle erstellt auf Antrag Ausdrucke von Daten, die im Transparenzregister gespeichert sind (§ 18 Abs. 4 GwG).
Die Vergabe an den Bundesanzeiger Verlag ohne vorherige Ausschreibung durch das Finanzministerium stieß auf Kritik. Eine „Umgehung des Vergaberechts“ erscheint laut dem Vergaberechtler Meinrad Dreher „nicht ausgeschlossen“.

## Gebühren
Die offizielle Plattform zur Meldung wirtschaftlich Berechtigter ist www.transparenzregister.de. Auch für die einfache Eintragung und Registrierung werden seit 2020 Gebühren nach der Transparenzregistergebührenverordnung erhoben, auch nachträglich für die Vorjahre seit 2017. Die TrGebV enthielt zuvor nur Gebührentatbestände für individuell zurechenbare Leistungen wie die Einsichtnahme oder die Erstellung von Ausdrucken. Da das Transparenzregister kraft Beleihung von der Bundesanzeiger Verlag GmbH mit Sitz in Köln (HRB 31248) geführt wird, erhebt diese neben den eigentlichen Gebühren zusätzlich Mehrwertsteuer. In den im Februar 2021 verschickten für mehrere Jahre rückwirkend erlassenen Gebührenbescheiden erläutert sie, dass der Bundesanzeiger Verlag GmbH umsatzsteuerpflichtig ist.

## Kritik an der Gestaltung und Probleme
Das Transparenzregister sieht sich seit seiner Einführung vielfältiger Kritik ausgesetzt. Journalisten und zivilgesellschaftliche Organisationen bemängeln, dass die Eintragungen häufig unvollständig oder fehlerhaft seien und wirtschaftlich Berechtigte durch vorgeschaltete Firmenstrukturen leicht verschleiert werden könnten. So bezeichnete Arne Semsrott von Netzpolitik das Register als „Nebelkerze“, da es lediglich die erste Ebene in komplexen Beteiligungsketten offenlege und keine effektiven Kontrollmechanismen existierten. Auch der Bund Deutscher Kriminalbeamter kritisierte die mangelnde Datenqualität, da viele Einträge unvollständig seien und keine Ermittlungsbehörde sich auf das Register verlasse. Aus Sicht von Medien und NGOs behindern neue gesetzliche Einschränkungen, insbesondere das EuGH-Urteil von 2022, den öffentlichen Zugang und gefährden journalistische Recherchen, da Antragsteller namentlich bekannt gegeben werden. Die Mittelstands- und Wirtschaftsunion der CDU/CSU kritisierte zudem die gestiegene Bürokratiebelastung für kleine und mittlere Unternehmen sowie mögliche Datenschutzrisiken für Privatpersonen.